# Rosario del Yata
Rosario del Yata ist eine Ortschaft im Departamento Beni im Tiefland des südamerikanischen Anden-Staates Bolivien.

## Lage im Nahraum
Rosario del Yata ist der zentrale Ort des Kanton Yata im Municipio Guayaramerín in der Provinz Vaca Díez. Die Ortschaft liegt auf einer Höhe von 133 m am rechten, östlichen Ufer des Río Yata an der Straßenverbindung zwischen den Städten Guayaramerín und Riberalta.

## Geographie
Rosario del Yata liegt im bolivianischen Teil des Amazonasbeckens in der Nordostecke des Landes.
Die Jahresdurchschnittstemperatur der Region liegt bei 26 °C und schwankt nur unwesentlich zwischen 25 °C im Mai und 27–28 °C von Dezember bis Februar (siehe Klimadiagramm Riberalta). Der Jahresniederschlag beträgt etwa 1.300 mm, bei einer ausgeprägten Trockenzeit von Juni bis August mit Monatsniederschlägen unter 20 mm, und einer Feuchtezeit von Dezember bis Januar mit Monatsniederschlägen von mehr als 200 mm.

## Verkehrsnetz
Rosario del Yata liegt in einer Entfernung von 699 Straßenkilometern nördlich von Trinidad, der Hauptstadt des Departamento Beni.
Von Trinidad aus führt die Nationalstraße Ruta 9 über eine Strecke von 619 Kilometern bis Guayaramerín an der Grenze zu Brasilien am linken Ufer des Río Mamoré. Sie trifft hier auf die Ruta 8, die in südwestlicher Richtung über Rosario del Yata zur 86 Kilometer entfernten Stadt Riberalta führt.

## Bevölkerung
Die Einwohnerzahl der Ortschaft ist in den vergangenen beiden Jahrzehnten auf das Siebenfache angestiegen:
| Jahr | Einwohner | Quelle       |
| ---- | --------- | ------------ |
| 1992 | 80        | Volkszählung |
| 2001 | 657       | Volkszählung |
| 2012 | 548       | Volkszählung |
| 2024 |           | Volkszählung |